# Toine Heijmans
Toine Heijmans (* 1. Februar 1969 in Nijmegen) ist ein niederländischer Schriftsteller und Journalist. Sein Werk umfasst Reiseerzählungen, Reportagen und mehrere Romane.

## Leben
Heijmans studierte an der Radboud Universiteit Nijmegen Geschichte und wurde als bei den Tageszeitungen Nijmegens Dagblad und Arnhemse Courant als Redakteur angestellt. 1995 wechselte er zur Amsterdamer Tageszeitung De Volkskrant, wo er Mitglied der Inlandsredaktion wurde. Sein Schwerpunkt waren Minderheiten und Asylsuchende. 2007 wurde er leitender Reisereporter, 2010 Reporter für Allgemeines.
Mehrere Reportagesammlungen Heijmans’ erschienen zwischen 1998 und 2007. Unter anderem handeln sie von dem Schicksal Asylsuchender, wofür er 2004 den Antidiskriminierungspreis der Europäischen Union erhielt. Das Buch La vie Vinex schildert das Leben in dem Amsterdamer Stadtteil „Vinexwijk“ IJburg. 2014 wurde er mit dem niederländischen Aad Struijs Persprijs für Reisejournalistik ausgezeichnet.
Heijmans’ Debütroman Op zee erschien 2011. Er erhielt gute Kritiken und wurde 2013 mit dem französischen Prix Médicis Étranger ausgezeichnet – damit erhielt erstmals ein niederländisches Werk diesen renommierten Literaturpreis. Der Roman wurde in mehrere Sprachen übersetzt, darunter als Irrfahrt ins Deutsche. Er handelt vordergründig von einem Mann, der mit seiner Tochter von Dänemark zu den Niederlanden segelt. Das Buch wurde verfilmt, der Film 2013 beim Nederlands Film Festival uraufgeführt. Der 2014 erschienene Roman Pristina handelt von den Verwicklungen um einen Abschiebebeamten und eine illegale Ausländerin auf einer niederländischen Insel.
2021 erschien sein Roman Zuurstofschuld, der mit dem Niederländischen Buchhandelspreis 2022 ausgezeichnet wurde und als Der unendliche Gipfel ebenfalls auf Deutsch erschienen ist.

## Werke
- 1998: Respect! Rappen in Fort Europa (zusammen mit Fred de Vries)
- 2003: Allochtonië
- 2005: De Asielmachine
- 2007: La vie Vinex
- 2011: Op zee. Roman. Uitg. Veen, Amsterdam, ISBN 978-90-204-2655-7.
  - auf Deutsch: Irrfahrt. Roman. Übersetzt von Ilja Braun. Arche Paradies, Zürich und Hamburg 2012, ISBN 978-3-7160-2675-5.
  - Neuausgabe als Taschenbuch: Irrfahrt. Ein Segler-Roman. Übersetzt von Ilja Braun. mairisch Verlag, Hamburg 2025, ISBN 978-3-948722-44-9.
- 2014: Pristina. Roman. Atlas Contact, Amsterdam, ISBN 978-90-254-4188-3.
  - auf Deutsch: Pristina. Roman. Aus dem Niederländischen von Ruth Löbner. Edition Amikejo, Aachen 2022.[6]
- 2021: Zuurstofschuld. Uitgeverij Pluim, Amsterdam, ISBN 978-90-831082-0-9.
  - auf Deutsch: Der unendliche Gipfel. Roman. Aus dem Niederländischen von Ruth Löbner. mairisch Verlag, Hamburg 2023, ISBN 978-3-948722-25-8.
- 2024: Buitendijks. Uitgeverij Pluim, Amsterdam, ISBN 9789493339354.

## Auszeichnungen
- 2004: Antidiskriminierungspreis der EU
- 2013: Prix Médicis Étranger für En Mer
- 2014: Aad Struijs Persprijs
- 2022: Nederlandse Boekhandelsprijs für Zuurstofschuld.